# Cine Cataluña
El Cine Cataluña estava ubicat a la Plaça Catalunya, 3, de Barcelona. Es va inaugurar el 22 de juny de 1912. També va rebre el nom de Salón Cataluña.
Aquesta sala tenia una capacitat per a 1.200 persones aproximadament, però la sala estava construïda de tal forma que tots veiessin la pantalla correctament.
Una programació cuidada i la ubicació del local van ser de gran ajuda per a fer del Cataluña un saló distingit i freqüentat per les "families i persones decents".
El programa inaugural estava format per Un héroe (film de 700 metres) estrenada en exclusiva, Mirka, la gitana, El santo Rosario i Cura de la tisis. Totes elles acompanyades del número corresponent de les Actualidades Gaumont.
Durant el 1930 va restar tancat uns mesos per reformar el local. El 10 d'octubre reobrí les portes per oferir al públic el primer film parlat de la història del local, Del mismo barro. Aquesta pel·lícula es va projectar durant tres mesos.
El 4 de maig de 1933 la sala celebra la primera sessió de la Setmana del Cinema Català.
El 29 de juny de 1936 es va organitzar el Primer Gran Trofeo 1936 del Cine Nacional. En aquest el públic votava el millor film i després se li entregava el trofeu.
El cine va començar i acabar la Guerra Civil amb la mateixa pel·lícula, Morena Clara de Florián Rey.
Durant els anys quaranta es van projectar pel·lícules, bàsicament, espanyoles. Fins que l'any 1943, després d'una gran reforma que va eliminar les llotges laterals, es va dedicar principalment a la reestrena.
El 1973 es va enderrocar l'edifici per poder-hi construir les noves instal·lacions del cinema. Aquest nou local, decorat per Jordi Galí, va reduir la seva capacitat a 427 butaques àmplies i comodíssimes. D'aquesta manera es va convertir amb el cinema més modern i confortable de Barcelona.
El 8 de maig de 1974, sota la direcció de Cinesa, va tornar al cinema d'estrena amb el film Crits i murmuris d'Ingamr Bergman.
El 2 de novembre de 1993 es va fer l'última projecció al local, Jurassic Park de Steven Spielberg. Aquesta va ser una sessió en benefici de les Aldees Infantils SOS.
En aquest mateix lloc, actualment es troba el centre comercial El Triangle.